# Эссен, Иван Николаевич
Иван Николаевич Эссен (Магнус Густав фон Эссен; 19 [30] сентября 1758, имение Педдес (ныне Калви), Эстляндская губерния, Российская империя — 23 августа 1813, Балдоне, Курляндская губерния, Российская империя) — генерал-лейтенант русской императорской армии, военный губернатор Риги на начальном этапе Отечественной войны 1812 года.

## Биография
Из древнего эстляндского дворянского рода. В 1783—1785 годах сражался в Польше, был тяжело ранен.
Участвовал в русско-шведской войне 1788—1790 годов, а также в польских кампаниях 1792 и 1794 годов. За отличия при Мацеёвицах награждён орденом Св. Георгия 4-й степени. В 1797 году был произведён в генерал-майоры.
В 1799 году — командир 1-й дивизии в составе экспедиционного корпуса генерала Германа, направленного в Голландию. 
С 1802 года — военный губернатор Смоленска, а в 1803 году был переведён в Каменец-Подольск и назначен инспектором по инфантерии Днестровской инспекции. 
Осенью 1805 года Эссен командовал корпусом, расположенным на западной границе у Гродно и Брест-Литовска, входившим в состав армии Михельсона, одна часть которой предназначалась для демонстрации против Пруссии, а другая предназначалась для соединения с Кутузовым и совокупных с австрийцами действий против Наполеона. Выступив из Брест-Литовска в сентябре 1805 года, в начале октября войска Эссена двинулись на соединение с Кутузовым. Во время сражения при Аустерлице Эссен находился в 60 верстах от поля битвы, и колонна его, получив известие о неудачном исходе сражения, поспешно отступила через Венгрию в Россию. 
По возвращении в Россию 8-я дивизия Эссена вошла в состав армии Михельсона, расположенной против Турции на Днестре. Эссен в сентябре 1806 года был назначен командующим 1-м корпусом и принял участие в русско-турецкой войне 1806—1812 годов. 
Затем в качестве командира корпуса Эссен участвовал в кампании 1807 года против французов. В апреле 1807 года Эссен по болезни был уволен от командования корпусом и был назначен дежурным генералом главной армии. Он был тяжело контужен в сражении при Фридланде.
После выздоровления, в 1809—1810 годах, Эссен командовал резервным корпусом в русско-турецкой войне, но участия в боевых действиях не принимал, а в 1810 году был назначен военным губернатором в Ригу.

## Отечественная война 1812 года
Во время Отечественной войны 1812 года исполнял должность рижского военного губернатора вместо Лобанова-Ростовского. Ему же были подчинены все войска, защищавшие рижское направление. Эссену предписывалось сжечь предместья Риги немедленно со вступлением неприятеля в «пределы края». После неудачных попыток остановить пруссаков на дальних подступах и неудачного боя под Экау был отдан приказ о сожжении предместий. Из-за сильного ветра пожар оказался неконтролируемым и тысячи горожан остались без крова и имущества.
Ближе к осени ход войны переменился. Растянутые позиции прусского корпуса, пассивность Макдональда, успехи Витгенштейна под Полоцком, начало общего отступления Наполеона, а также прибытие в Ригу корпуса Штейнгеля — все обстоятельства подтолкнули Эссена к началу наступления, однако из-за плохого управления русские войска понесли большие потери в нескольких боях. В октябре Эссен был заменён на своем посту генералом Паулуччи и подал прошение об отставке.
Эссен долго лечился и утонул 23 августа 1813 года во время купания на Балдонских серных водах близ Риги. По одной из версий, покончил жизнь самоубийством в годовщину пожара рижских предместий. Похоронен в Юри.

## Семья
В браке со своей кузиной баронессой Маргаритой Штакельберг (1760—1841) имел единственную дочь Елизавету Ивановну (1797—1821), которая в 1817 году вышла замуж за барона Матвея Палена.